# Conclusione errata
Conclusione errata (The Dying Night) è un racconto giallo fantascientifico di Isaac Asimov pubblicato per la prima volta nel 1956, nel numero di luglio della rivista The Magazine of Fantasy and Science Fiction.
Successivamente è stato incluso nelle antologie Misteri. I racconti gialli di Isaac Asimov (Asimov's Mysteries) del 1968 e Il meglio di Asimov (The Best of Isaac Asimov) del 1973..
È stato pubblicato varie volte in italiano a partire dal 1963, anche con i titoli La notte morente e La morte della notte.
Conclusione errata è la terza storia di Asimov con il personaggio dello scienziato-investigatore Wendell Urth.

## Trama
Tre astronomi, che hanno costruito le loro carriere negli osservatori astronomici della Luna, di Mercurio e di Cerere, si ritrovano dopo dieci anni a un simposio astronomico interplanetario sulla Terra. Al simposio è presente anche un vecchio collega di università, Romero Villiers, all'epoca studente brillante e promettente ma che fu costretto a rimanere sulla Terra per problemi di salute. Villiers rivela trionfalmente di aver inventato un congegno per il teletrasporto, ma nella notte muore in circostanze poco chiare e prima di aver potuto fare l'annuncio della sua scoperta.
Un famoso scienziato, che è al corrente della scoperta di Villiers, comincia a indagare per tentare di recuperare il lavoro del collega e nel corso dell'indagine ritrova il microfilm, parzialmente rovinato, con gli appunti della teoria di Villiers.
Arrivato a un punto morto, lo scienziato decide di coinvolgere Wendell Urth, un eccentrico scienziato e investigatore, che risolverà il caso arrivando a identificare il responsabile.